# Tropická bouře Dean (2001)
Tropická bouře Dean byla silná tropická bouře, která při řádění zasáhla celkem 12 ostrovů. Tropická bouře Dean se vytvořila z tropické vlny 22. srpna nedaleko Malých Antil. Původně se předpokládalo, že bouře zintenzivní a dosáhne hranice hurikánu. Tak se ale nestalo a díky silnému střihu větru 23. srpna bouře zeslábla. Zbytky bouře zesílily 26. srpna severně od Bermud. Pro zesílení měl skvělé podmínky. Hlavně teplou vodu. Stočil se na severovýchod. Bouře vyvrcholila těsně před hranicí hurikánu 27. srpna. Stalo se tak 750 km jihozápadně od Newfoundlandu. Mimotropická bouře se z něj stala 28. srpna.
Systém, ze kterého se tropická vlna vytvořila, se přehnal přes Malé Antily. Produkoval silné srážky a mírné větry. Škody byly hlášeny jen na Portoriku. Na Portoriku ale napršelo až 322 mm srážek. Celý ostrov zasáhly silné záplavy. Tisíce lidí zůstaly bez elektřiny či vody. 2 domy přišly o střechu. Celková škoda na Portoriku dosáhla 7 700 000 dolarů. Na Bermudách a v Newfoundlandu bouře produkovala slabé až střední srážky, ale žádné škody nebyly hlášeny.

## Průběh bouře

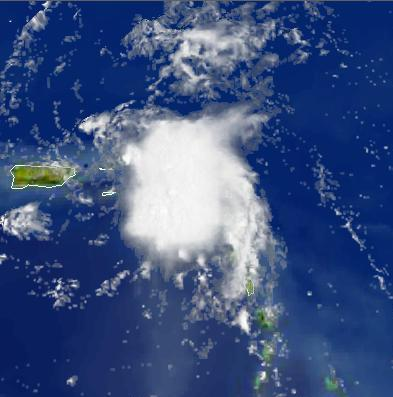
Tropická bouře Dean krátce po zformování

Velká tropická vlna s minimálním prouděním vzduchu se mezi 14. a 15. srpnem pohybovala nedaleko Dakaru. Dále postupovala na západ. 21. srpna, zatímco se vlna nacházela 725 km od Malých Antil, proudění vzduchu v ní vzrůstalo, ale vyšší střih větru bránil rychlejšímu vývoji bouře. I tak se ale vlna stávala více organizovanou. Ten samý den pozdě večer vlna prošla přes Malé Antily. Následujícího dne střih větru klesl a systém se díky tomu výrazně lépe zorganizoval. 22. srpna v blízkosti ostrova Saint Croix v Amerických Panenských ostrovech se ze systému stala tropická bouře. Došlo k přehodnocení rovnou na bouři, jelikož byly zaznamenány větry o rychlosti 80 km/h. 
Průzkumný letoun potvrdil spekulace o oběhu větru kolem oka. Bouře se pohybovala rychlostí 35 km/h na severozápad k Bermudám. 22. srpna večer mírně zesílila. Větry dosahovaly rychlosti 95 km/h i přesto, že cirkulace byla omezena díky rychlému pohybu vpřed a přetrvávajícímu střihu větru. Počáteční odhady předpovídaly snížení střihu větru a síla větru měla dosahovat 130 km/h. Tak se ale nestalo a střih větru v bouři se ještě zvýšil. 23. srpna se z tropické bouře stala tropická deprese. O pár hodin později se bouře téměř rozptýlila. Regenerace bouře byla v té době nepravděpodobná.
Zbytky bouře postupovaly na sever a přiblížily se k pobřeží Spojených států amerických. 24. srpna ale proudění v bouři znovu zesílilo a systém se stal lépe organizovaný. V tu dobu se systém nacházel asi 645 km jihozápadně až západně od Bermud. Průzkumný let ukázal širokou oblast nízkého tlaku vzduchu. 25. srpna přešla bouře přes Bermudy, poté se stočila na severovýchod. O den později, 350 km severovýchodně od Bermud, se z bouře opět stala tropická deprese. 
27. srpna, 930 km jižně od Halifaxu v Kanadě, deprese znovu povýšila na tropickou bouři. Ta dále zesilovala při postupu na severovýchod. Zatímco se nacházela 750 km jihozápadně od mysu Race, její větry dosahovaly rychlosti až 110 km/h. Dále, nad chladnějšími vodami, bouře začala slábnout. Rozptýlila se asi 235 km od mysu Race v Kanadě.

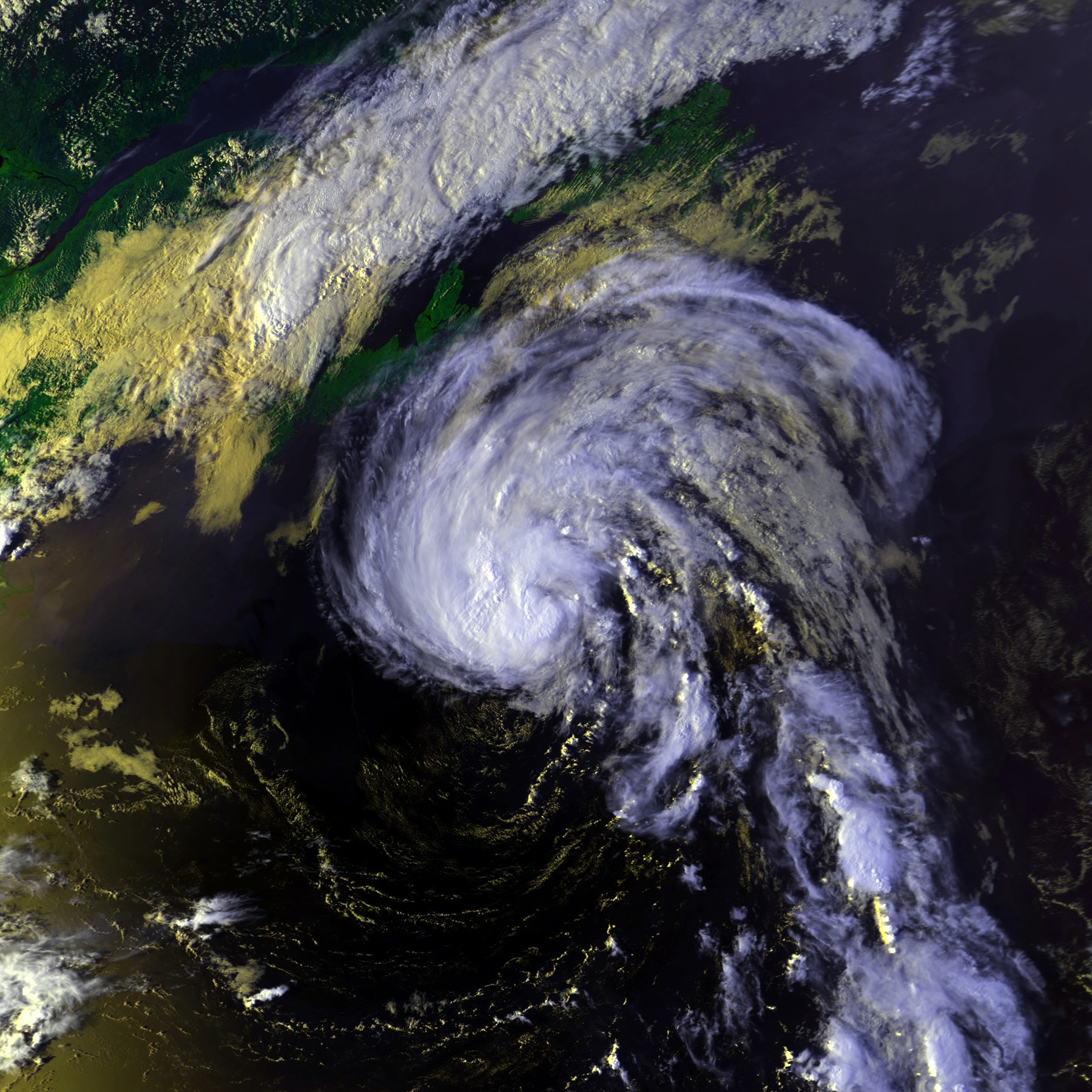
Tropická bouře Dean jižně od Kanady

## Důsledek a přípravy na bouři

### Karibik
Den před zformováním bouře doporučilo Národní hurikánové centrum, aby obyvatelé severních a centrálních Malých Antil sledovali postup a průběh tohoto systému. Následně ale centrum vydalo upozornění před silným větrem a silnými dešti. Když ale bouře přecházela, jednalo se zatím o tzv. poruchu, což je předstupeň tropické deprese. Na ostrově Svatý Martin napršelo asi 129 mm srážek.
Zmíněná porucha produkovala zhruba 27 mm srážek, konkrétně na ostrově Svatý Tomáš, na Panenských ostrovech. Vítr zde dosahoval rychlosti asi 64 km/h, s nárazy kolem 77 km/h. V místě Saint Croix napršelo 12 mm srážek, nárazy větru zde dosahovaly rychlosti 76 km/h. Zde byly hlášeny menší záplavy. Celkové škody na Panenských ostrovech činily 20 000 amerických dolarů.
Tropická bouře Dean produkovala silné srážky hlavně v Portoriku. Ve městě Salinas spadlo 322 mm srážek. Rychlost větru na ostrově nebyla nijak zvlášť vysoká. Silné srážky ale zavinily záplavy na východě a jihu státu. Na následky těchto povodní byly zříceny dva mosty a jedna silnice. Voda zatopila další dvě silnice a smetla auto se čtyřmi lidmi. Ti byli následně bez zranění zachráněni. Po celém ostrově bylo zatopeno asi 1 320 domů a u dvou staveb se zhroutila střecha. Deště zanechaly města bez energie nebo vody. Po přechodu bouře zůstalo 16 000 lidí bez proudu a na 70 000 lidí bez pitné vody. Asi 130 lidí bylo evakuováno, hlavně z níže položených míst. Ve městě Peñuelas byli zraněni 2 lidé. V pečovatelském domě ve městě Nagüabo se zřítila střecha a poranila 3 lidi. Na ostrově ale bouře nikoho nezabila. Bylo zrušenu na 17 letů na a z ostrova. Škody na ostrově činily 7 700 000 amerických dolarů. 2 100 000 pak hlavně v zemědělství.

### Bahamy, Bermudy a Kanada
Krátce poté, co se Dean vytvořil, bahamská vláda vydala varování před tropickou bouří. Konkrétněji pro jihovýchod Baham a ostrov Turks a Caicos. Když bouře zeslábla a následně se rozptýlila, varování bylo zrušeno. Zbytky této bouře ale napáchaly menší škody na Bermudách. Nárazy větru dosahovaly 66 km/h a napadlo zde asi 8 mm srážek. Ve východní části Newfoundlandu napršelo až 107 mm srážek a nárazy větru činily až 103 km/h. Vlny na pobřeží měřily až 9,3 m.